# Bassussarry
Bassussarry – miejscowość i gmina we Francji, w regionie Nowa Akwitania, w departamencie Pireneje Atlantyckie.
Według danych na rok 1990 gminę zamieszkiwało 1056 osób, a gęstość zaludnienia wynosiła 162 osób/km² (wśród 2290 gmin Akwitanii Bassussarry plasuje się na 406. miejscu pod względem liczby ludności, natomiast pod względem powierzchni na miejscu 1317.).